# Letrista (quadrinhos)
Letrista é o responsável por escrever o texto dos balões e recordatórios de uma história em quadrinhos, podendo também ser responsável por onomatopeias e outros elementos que envolvam texto. Os primeiros letristas surgiram nos anos 1940 nos Estados Unidos, quando o volume de trabalho na produção de quadrinhos fez com que surgissem diversas especializações, como arte-finalistas e coloristas, além dos roteiristas e desenhistas. Os letristas também são responsáveis pelo desenvolvimento de tipologias para adaptações de quadrinhos para outras línguas, especialmente no caso de países com acentuação gráfica, nem sempre existente na fonte original.